# Svartidauði
Svartidauði byla islandská black metalová kapela založená v roce 2002 ve městě Kópavogur jižně od Reykjavíku. Název „Svarti Dauði“ znamená v islandštině „černá smrt“.
První demo The Temple of Deformation vyšlo v roce 2006, první studiové album s názvem Flesh Cathedral v roce 2012.

## Diskografie
Dema
- The Temple of Deformation (2006)
- Adorned with Fire (2009)
- Those Who Crawl and Slither Shall Again Inherit the Earth (2010)

Studiová alba
- Flesh Cathedral (2012)
- Revelations of the Red Sword (2018)

EP
- The Synthesis of Whore and Beast (2014)
- Hideous Silhouettes of Lynched Gods (2016)[1]
- Untitled (2017)

Živé nahrávky
- III.XX.MMX (2014)

Split nahrávky
- Perdition / Svartidauði (2012) - společně s kapelou Perdition